# Dissolução da União Soviética
A dissolução da União Soviética ocorreu em 26 de dezembro de 1991, como resultado da declaração n.º 142-Н do Soviete Supremo da União Soviética. A declaração reconheceu a independência das antigas repúblicas soviéticas e criou a Comunidade de Estados Independentes (CEI). No dia anterior, o presidente soviético Mikhail Gorbachev, o oitavo e último líder da União Soviética, renunciou, declarou seu cargo extinto e entregou seus poderes — incluindo o controle dos códigos do arsenal nuclear soviético — para o presidente russo, Boris Iéltsin. Naquela noite às 19h32, a bandeira soviética foi baixada do Kremlin de Moscou pela última vez e a substituída pela bandeira russa pré-revolucionária.
Anteriormente, de agosto a dezembro, todas as repúblicas individualmente, incluindo a própria Rússia, se separaram da União. Na semana anterior da dissolução formal da URSS, 15 repúblicas — todas, exceto os Estados bálticos e a Geórgia — assinaram o Protocolo de Alma-Ata estabelecendo formalmente a CEI e declarando que a União Soviética tinha deixado de existir.
As revoluções de 1989 e a dissolução da URSS também assinalaram o fim da Guerra Fria. Várias das ex-repúblicas soviéticas têm mantido laços estreitos com a Federação Russa, o Estado sucessor da URSS, e formaram organizações multilaterais, como a Comunidade Econômica Eurasiática, a União da Rússia e Bielorrússia, a União Aduaneira da Eurásia e a União Econômica Eurasiática para reforçar a cooperação econômica e militar. Algumas, no entanto, se distanciaram e se juntaram à Organização do Tratado do Atlântico Norte (OTAN) e à União Europeia.

## Histórico

### Antecedentes

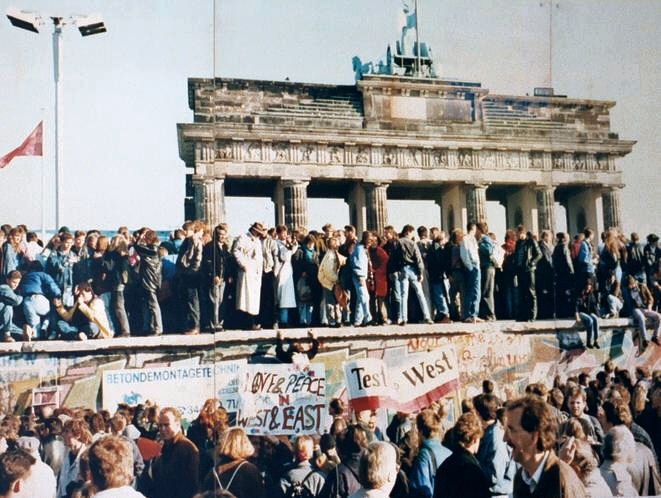
Alemães em pé em cima do Muro de Berlim, na Alemanha Oriental, em 1989, que começaria a ser destruído no dia seguinte.

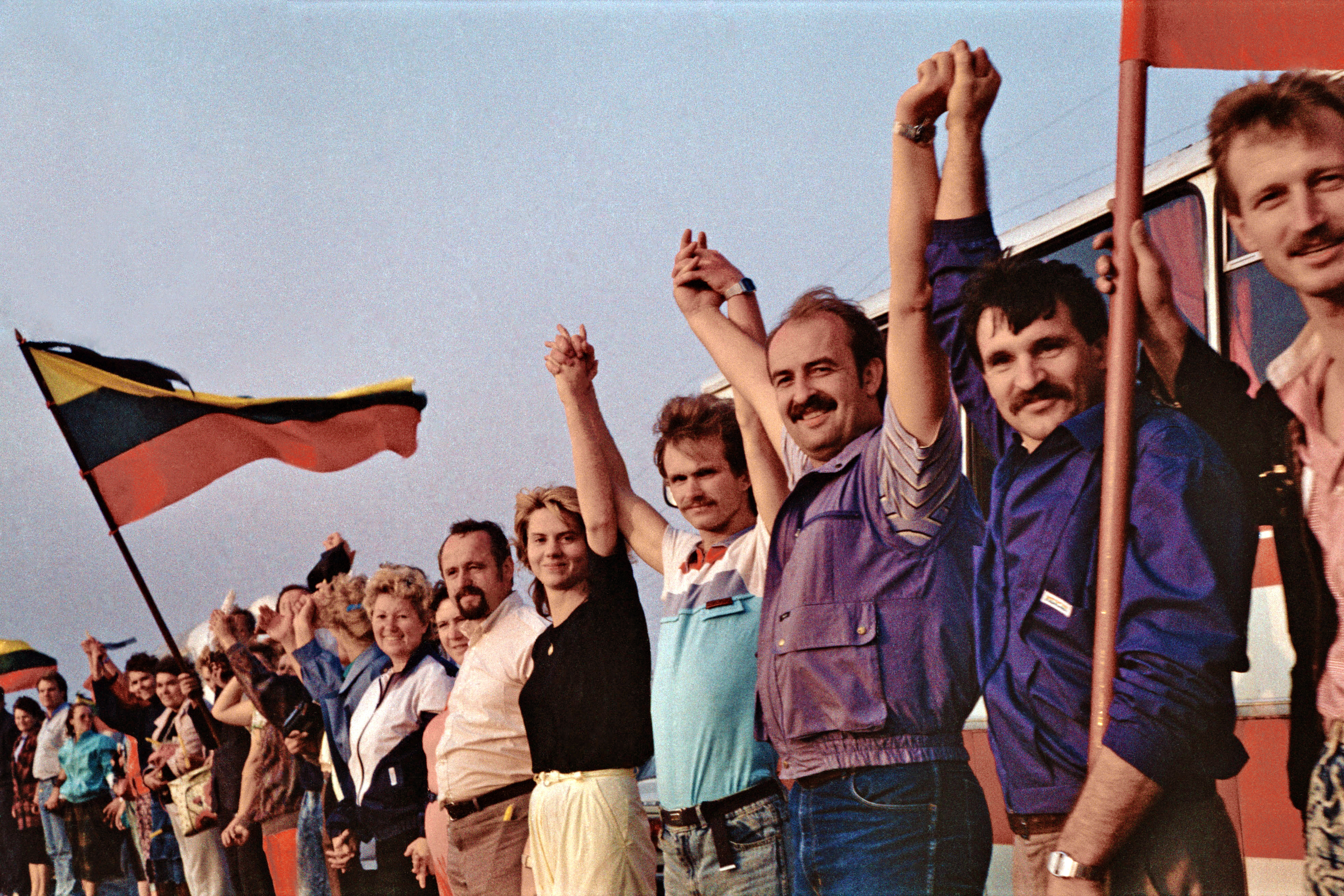
Corrente humana na Lituânia durante a Cadeia Báltica, 23 de agosto de 1989.

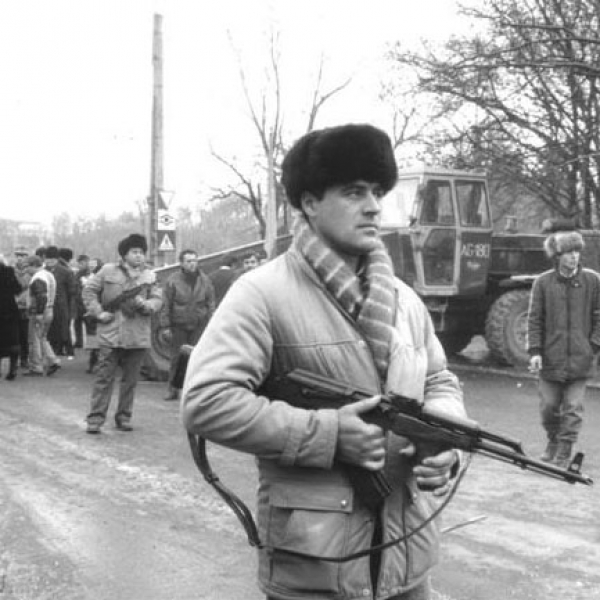
Civis armados durante a Revolução Romena. A revolução foi a única derrubada violenta de um Estado comunista no Pacto de Varsóvia.

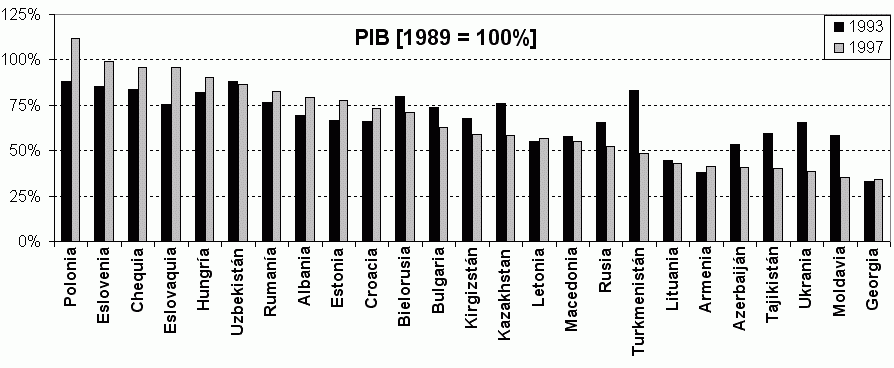
A contração das economias ex-socialistas depois das Revoluções de 1989.

Após a Segunda Guerra Mundial, o crescimento econômico soviético foi rápido o suficiente para dar credibilidade às estimativas de Nikita Kruschev de que o padrão de vida na União Soviética ultrapassaria o dos Estados Unidos antes de 1970, e o capitalismo seria "enterrado" antes do final do século corrente. No entanto, a política de abertura econômica e política levada a cabo por Mikhail Gorbatchev, secretário-geral do Partido Comunista no final dos anos 1980, desencadeou mobilizações pela independência de povos minoritários no país. Sob pressão externa e atravessando uma crise econômica, o governo central concordou com a reorganização do país numa União das Repúblicas Socialistas Soviéticas, conferindo maior poder às administrações locais. 
Em agosto de 1991, um golpe de estado depôs Gorbachev por três dias; a linha-dura do Partido Comunista tentou reassumir o controle da URSS e impedir o prosseguimento das reformas. Liderada por Boris Ieltsin, a população revoltosa forçou a volta de Gorbachev ao governo. Em resposta ao golpe, o Partido Comunista soviético foi banido da Rússia pelo então presidente Ieltsin. Após sua restituição, Gorbachev não possuía mais que um poder esvaziado, e o controle da União fora enfraquecido. Em 25 de dezembro de 1991 Gorbachev renunciou à presidência da URSS e em 31 de dezembro todas as funções administrativas do país cessaram de existir. 
Na véspera da perestroika, no início de 1980, havia fortes indícios de que alguns aspectos da economia não funcionavam bem:
1. O fornecimento de energia de base da União Soviética estava em graves dificuldades na década de 1980;[6]
2. A produção siderúrgica e de petróleo estagnou no período 1980-1984;[7]
3. Instalações de geração e linhas de transmissão ficaram ultrapassadas e com falta de manutenção, como evidenciado pelas frequentes avarias ou interrupções no fornecimento de energia elétrica (para não mencionar o caso de Chernobil);
4. O setor agrícola de produção de grãos, adaptado às condições climáticas, não registrou qualquer aumento na década anterior, apesar dos grandes investimentos.[8] O que levou a União Soviética à busca de importações de alimentos, muitas delas de repúblicas satélites, com preço subsidiado, e, assim, o alimento encarecia-se;
5. Dois terços dos equipamentos de processamento agrícola utilizados na década de 1980 eram inúteis, pois boa parte do mesmo procedia das décadas de 1950 e 1960;[9]
6. Entre 20% e 50% das culturas de cereais, batata, beterraba e frutas estragava antes de chegar aos distribuidores.[10] Mesmo quando o abastecimento era necessário, os atrasos nas entregas causavam escassez temporária, gerando filas, acúmulo de bens e racionamentos ocasionais;
7. Entre 1970 e 1987, a produção por unidade de insumo declinou a uma taxa superior a 1% ao ano;[11]
8. Para resumir a situação nas vésperas da perestroika, todos, começando por Gorbachev, concordavam que o crescimento econômico per capita era igual a zero ou negativo. [12] Tal como explicado por Marvin Harris,[13] é apresentado um quadro ainda mais sombrio da ineficiência da infraestrutura soviética depois de 1970, se subtraem os custos da poluição e destruição ambiental do produto nacional (PIB). Estavam presentes todas as formas imagináveis de poluição e esgotamento de recursos, incluindo as emissões descontroladas de dióxido de enxofre, despejos de resíduos perigosos e nuclear de todos os tipos, intoxicação por erosão do solo do lago Baikal (na opinião de Poiniting 1991, provavelmente o pior desastre ecológico do século XX) e dos mares Negro, Báltico e Cáspio, e a seca devastadora do mar de Aral; [14]
9. Como explica Feshbach, a expectativa de vida para os homens soviéticos foi diminuindo na véspera da perestroika. [15]

Além de tudo o que precede, o Bloco do Leste estava muito aquém do mundo ocidental capitalista em relação à implementação de inovações de alta tecnologia na produção não militar. Particularmente as telecomunicações e processadores de informação (computadores). Em 1990, ainda mais de 100 000 localidades na URSS não tinham linha telefônica. A economia civil sofreu de falta não apenas de computadores, mas também de robôs industriais, máquinas eletrônicas copiadoras, scanners ópticos e muitos outros instrumentos de processamento de informação que tinham sido impostos à indústria japonesa e à ocidental 15 anos antes. Isto, naturalmente, afetou seriamente a logística.
O mau estado das telecomunicações e tecnologias de processamento de informação não foi acidental. O sistema soviético de estrutura de poder se destinava a intercâmbio rápido de informação não sujeito a censura e/ou supervisão do partido. Sem dúvida, a baixa prioridade dada à criação de uma rede de telefones moderna pode ser interpretada mais como insegurança do Partido Comunista da União Soviética do que falta de conhecimento e recursos técnicos. O mesmo pode ser dito da prática de fechar com cadeado os computadores à disposição das empresas comerciais e estabelecer como um "crime contra o Estado" a posse não autorizada de uma máquina de cópia. O aparato de planejamento central não fez a transição de uma economia em crescimento com base na fabricação de equipamentos pesados para uma economia baseada em altas tecnologias de comunicação e microeletrônica. No Ocidente, essa transição teve lugar na década de 1970, mas a URSS optou por continuar a investir recursos na área de máquinas pesadas.
Outros grandes inconvenientes do sistema de planejamento soviético teriam sido:
1. Sua máquina burocrática enorme que, como mencionado anteriormente, não tinha meios modernos de gestão (telecomunicações, computadores, eletrônicos);
2. O problema da alocação de recursos. Nos negócios, os gerentes foram sujeitos a uma fiscalização pelos chefes de gabinete, a fim de assegurar que se encaixassem em uma lista de regras e regulamentos, o que teve várias consequências inesperadas. O montante da ajuda concedida às empresas na forma de bônus de incentivo era determinado pelo número de empregados, o que levou à contratação de um grande número de trabalhadores desnecessários.[17] As cotas de produção foram definidas em termos quantitativos por si só, o que resultou na produção de baixa qualidade. Estes valores puramente quantitativos foram um convite para responder a estas cotas de forma enganosa: "Desde que os salários, bônus e promoções dependiam de terem sido atingidos os objetivos definidos pelo plano, o sistema de planejamento central induzia, ou melhor, distorcia os resultados".[18] Além disso, as empresas muitas vezes incharam suas necessidades de matérias-primas e exigências de investimento, na esperança de ter o suficiente para satisfazer ou exceder as metas quantitativas definidas de produção;
3. Os orçamentos brandos de que fala Catherine Verdery.[19] Eles foram um meio de não garantir a sobrevivência das empresas mais aptas. Qualquer empresa deficitária recebia recursos para superar os maus momentos. E a gestão sofria com problemas de recursos e acumulação desnecessária, além do emprego e o investimento praticamente desnecessário.

Todos esses fatores ajudaram a moldar uma economia única, que tem se caracterizou pela escassez, longas filas, o acúmulo de trabalhos desnecessários, o personalismo, a corrupção persistente, que chegou a "o empregado que escondeu algo sob o balcão para guardar para seus amigos ou parentes, ou até mesmo para receber suborno". E, como mencionado, a estrutura de poder foi um obstáculo à inovação tecnológica, ou a favor da concorrência. Havia poucas recompensas para diretores de empresas que aplicassem processos de produção novos ou mais eficazes.
Outra razão do colapso foi o gigantismo de organizações como a KGB, o exército, o Partido Comunista e o complexo militar-industrial que utilizavam uma enorme porcentagem dos recursos financeiros do país. Estas instituições estavam drenando as finanças: nada era negado ao KGB, ao partido e aos militares. Enquanto isso, a população vivia virtualmente uma existência comparada ao Terceiro mundo.

### Colapso

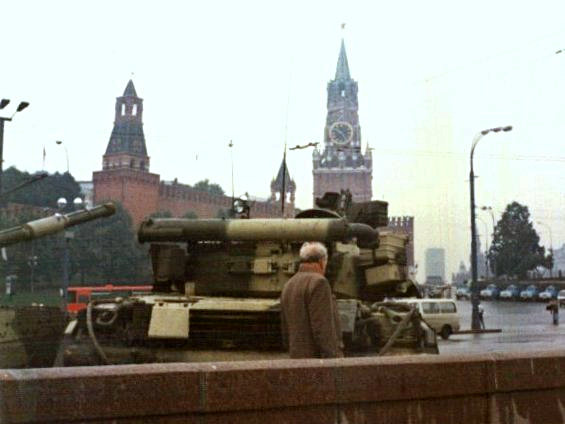
Tanques na Praça Vermelha durante o Golpe de Agosto de 1991.

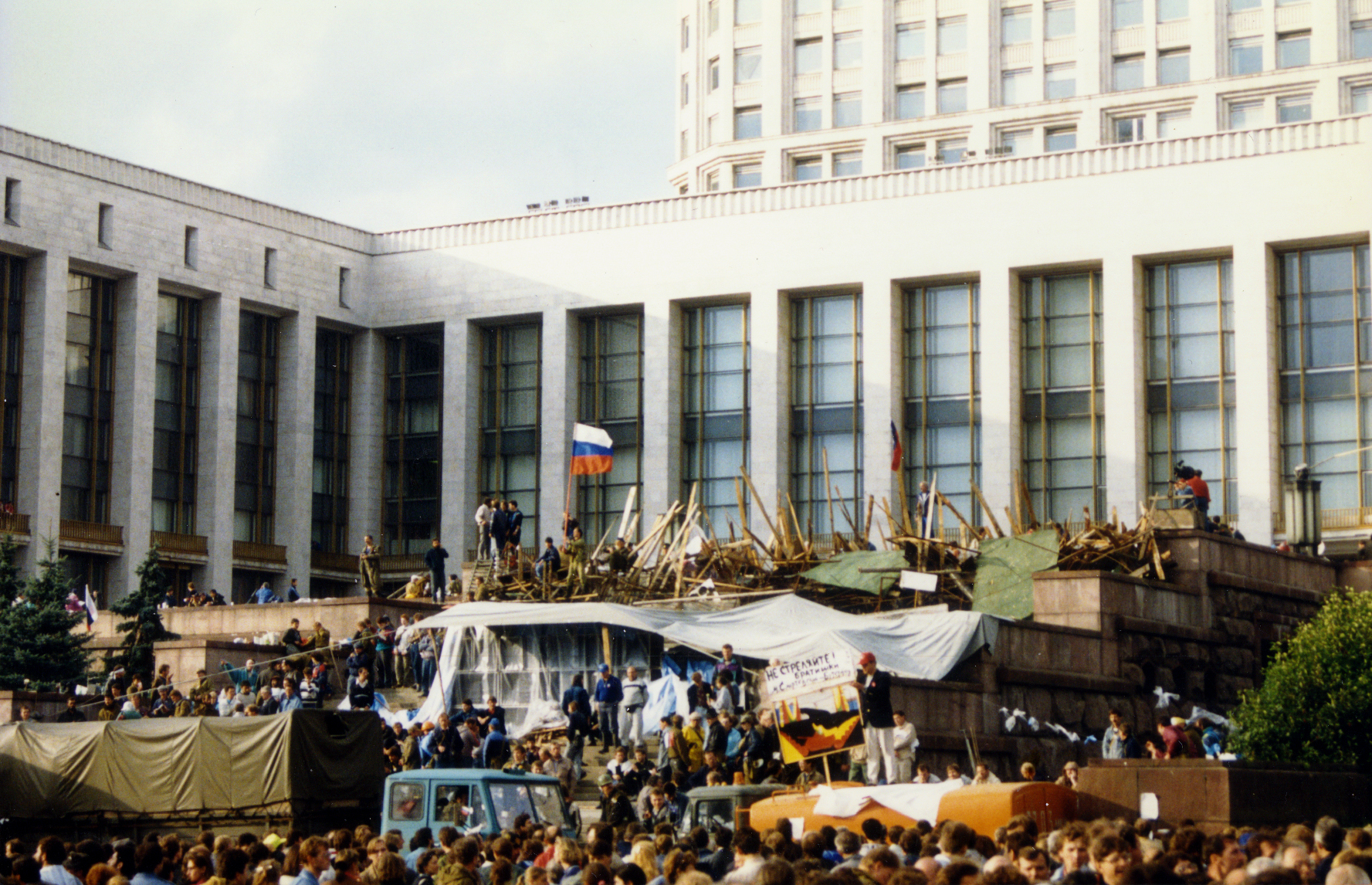
Golpe de agosto em Moscou, 1991.

O golpe de agosto de 1991 praticamente abriu as comportas para o movimento de independência das repúblicas que compunham a União Soviética. As repúblicas do Báltico já tinham tentado separar-se em 1990, mas foram severamente reprimidas. Com o fracasso do golpe, o cenário mudou totalmente. As forças conservadoras estavam derrotadas e quem mandava realmente era Bóris Ieltsin – e não mais Gorbatchev, cujo poder estava completamente esvaziado.
Já no mês seguinte, setembro, as repúblicas da Letônia, Estônia e Lituânia, uma após a outra, reafirmaram, agora em caráter definitivo, suas declarações de independência. A própria Rússia foi um dos primeiros países a reconhecer a independência dessas repúblicas. Estava aberto o processo para as outras, que em sua grande maioria também se declararam independentes. Outra consequência importante do golpe foi a suspensão, determinada por Ieltsin em toda a Rússia, das atividades do Partido Comunista, que implicou até mesmo o confisco de seus bens. A KGB, o poderoso serviço secreto soviético, teve sua cúpula dissolvida.
Gorbatchev admitiu a implosão da União Soviética, mas ainda tentou manter o vínculo entre as repúblicas, propondo a assinatura do chamado Tratado da União. Mas suas palavras não tiveram eco, e o processo de separação se tornou irreversível. Em 4 de setembro de 1991, Gorbatchev, como presidente da União Soviética, Boris Iéltsin, na qualidade de presidente da Rússia, e mais os líderes de outras nove repúblicas, em sessão extraordinária do Congresso dos Deputados do Povo, apresentaram um plano de transição para criar um novo Parlamento, um Conselho de Estado e uma Comissão Econômica Inter-Republicana. Embora tentasse estabelecer os parâmetros para uma nova união entre as diversas repúblicas, esse plano, na verdade, significava o desmantelamento formal da estrutura tradicional do poder soviético. De qualquer forma, a proposta acabou sendo aprovada.
Percebendo a importância de Gorbatchev para a estabilidade da nação, naquele momento, Ieltsin prometeu o apoio da República russa ao novo plano. Enquanto isso, os líderes ocidentais também davam sinais de uma clara preferência pela permanência de Gorbatchev no poder, embora demorassem a assumir o compromisso de uma ajuda econômica mais efetiva à União Soviética. O agravamento da situação econômica era justamente o que tornava mais delicada a posição de Gorbatchev. Decididamente, o povo soviético tinha perdido a paciência com os problemas econômicos, que se manifestavam na vida diária de cada cidadão. A desorganização da economia era visível nas prateleiras vazias dos supermercados e nas filas intermináveis para comprar os produtos mais corriqueiros, como sabonete ou farinha de trigo.

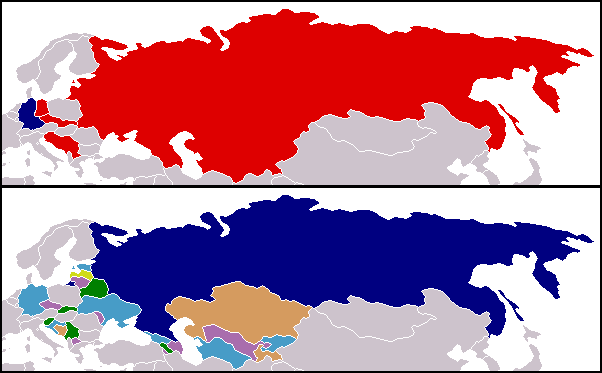
Mudanças nas fronteiras nacionais soviéticas após o fim da Guerra Fria.

Mapa animado que mostra Estados independentes e mudanças territoriais na União Soviética em ordem cronológica.

Aprovado o plano de mudanças, faltava ainda conseguir a assinatura do Tratado da União com todas as repúblicas. Mas em 1º de dezembro de 1991 a situação se precipitou com a consolidação da independência da Ucrânia, aprovada em plebiscito por 90% da população. Uma semana depois, numa espécie de golpe branco contra Gorbatchev, os presidentes das repúblicas da Rússia, Ucrânia e Bielorrússia, reunidos na cidade de Brest (Bielorrússia), criaram a Comunidade de Estados Independentes (CEI), decretando o fim da União Soviética. Diante disso, James Baker, secretário de Estado norte-americano, declarou: “O Tratado da União, sonhado pelo presidente Gorbatchev, nunca esteve tão distante. A União Soviética não existe mais”. De fato, em 17 de dezembro Gorbatchev foi comunicado de que a União Soviética desapareceria oficialmente na passagem de Ano Novo. No dia 21 de dezembro, os líderes de 11 das 15 repúblicas soviéticas reuniram-se em Alma-Ata, então capital do Cazaquistão, para referendar a decisão da Rússia, Ucrânia e Bielorrússia e oficializar a criação da Comunidade de Estados Independentes (CEI) e o fim da União Soviética.
O colapso do poder soviético foi um processo extremamente importante na história do final do século XX. No entanto, existem discrepâncias na determinação da origem deste desastre. Há diversas opiniões. Nesse sentido, diz-se que a discussão teórica sobre as reais causas do colapso foi marcada por pretensões ideológicas de um ou outro lado, isto é, tanto de analistas marxistas como liberais. Vários analistas alegam que a União Soviética na verdade não representa o verdadeiro "marxismo", mas um Estado autoritário, baseado em um único partido liderado por uma oligarquia mais interessada em permanecer no poder do que na transição para o sistema socioeconômico comunista baseado no marxismo e, portanto, sua queda ocorre sem prejuízo destas ideias. Outros marxistas, ignorando os argumentos materiais, argumentam que a queda se deveu à incompetência política dos indivíduos em particular, que nem mesmo a queda da URSS representa um fracasso do marxismo reconhecido nas práticas políticas do Partido Bolchevique e, em particular, na atuação de Lenin.

## Legado

### Nostalgia

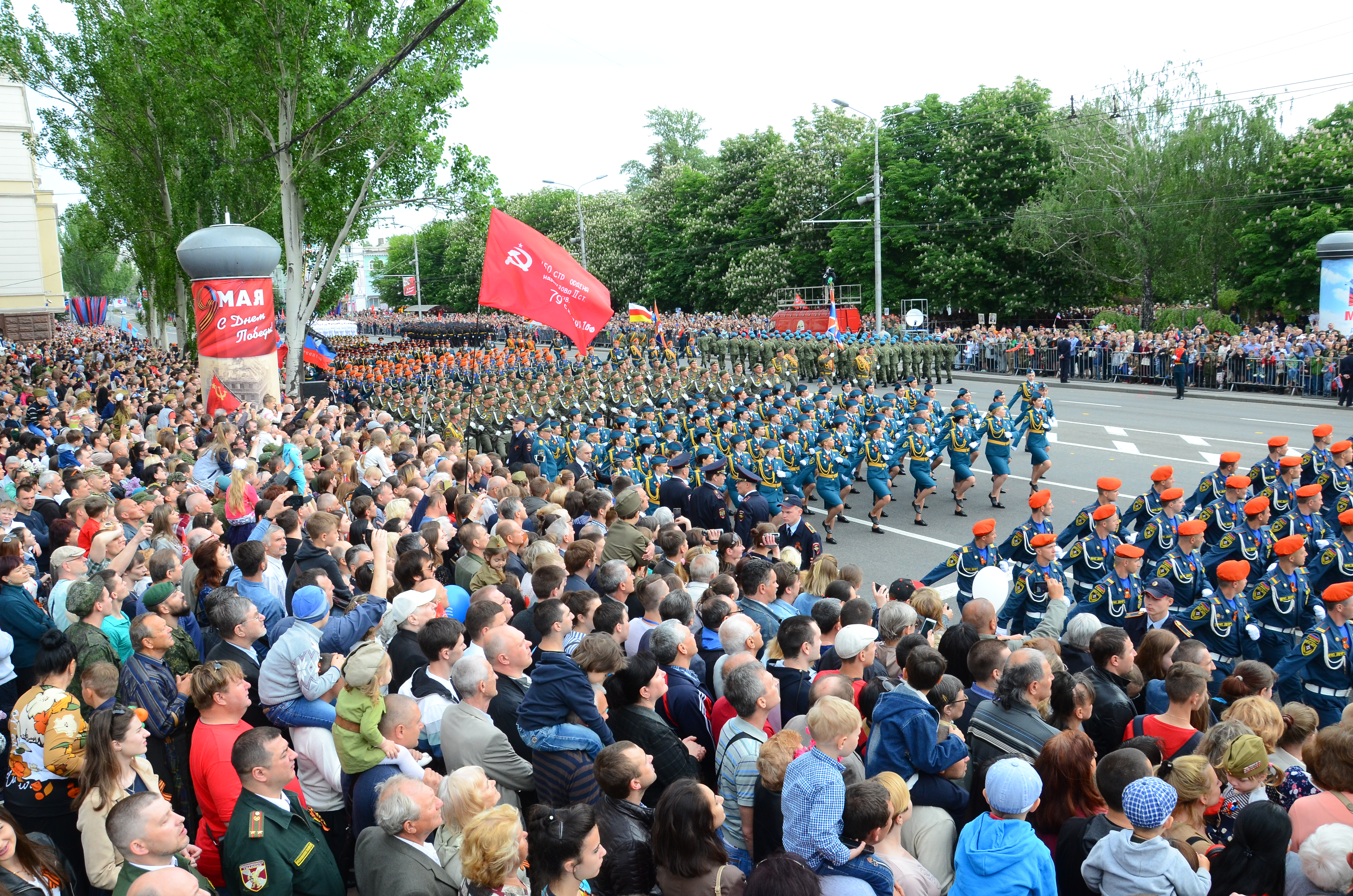
Separatistas pró-russos em Donetsk, Ucrânia, comemoram o Dia da Vitória Soviética sobre a Alemanha nazista, 9 de maio de 2018.

Na Armênia, 12% dos entrevistados disseram que o colapso da URSS fez bem, enquanto 66% disseram que fez mal. No Quirguistão, 16% dos entrevistados disseram que o colapso da URSS fez bem, enquanto 61% disseram que fez mal. Desde o colapso da URSS, a pesquisa anual do Levada Center mostrou que mais de 50% da população da Rússia lamentou seu colapso, com a única exceção sendo em 2012. Uma pesquisa do Levada Center de 2018 mostrou que 66% dos russos lamentaram a queda da União Soviética. De acordo com uma pesquisa de 2014, 57% dos cidadãos da Rússia lamentaram o colapso da União Soviética, enquanto 30% disseram que não lamentavam. Os idosos tendem a ser mais nostálgicos do que os jovens russos. Cerca de 50% dos entrevistados na Ucrânia em uma pesquisa semelhante realizada em fevereiro de 2005 afirmaram lamentar a desintegração soviética. No entanto, uma pesquisa semelhante realizada em 2016 mostrou apenas 35% dos ucranianos lamentando o colapso da União Soviética e 50% não lamentando isso.
O rompimento dos laços econômicos que se seguiu ao colapso da União Soviética levou a uma grave crise econômica e à queda catastrófica dos padrões de vida nos Estados pós-soviéticos e no antigo Bloco do Leste, que foi ainda pior do que a Grande Depressão. A pobreza e a desigualdade econômica aumentaram entre 1988-1989 e 1993-1995, com o índice de Gini aumentando em uma média de 9 pontos para todos nos antigos países socialistas europeus. Mesmo antes da crise financeira na Rússia em 1998, o PIB russo era metade do que tinha sido no início dos anos 1990.
Nas décadas que se seguiram ao fim da Guerra Fria, apenas cinco ou seis dos Estados pós-comunistas estão no caminho de se juntar ao rico Ocidente capitalista, enquanto a maioria está ficando para trás, alguns a tal ponto que levará mais de 50 anos para alcançar onde estavam antes do fim do socialismo. Em um estudo de 2001, o economista Steven Rosefielde calculou que houve 3,4 milhões de mortes prematuras na Rússia de 1990 a 1998, que ele atribui em parte à "terapia de choque" que veio com o Consenso de Washington.
No Debate da Cozinha de 1959, Nikita Khrushchev afirmou que os netos do então vice-presidente estadunidense Richard Nixon viveriam sob o comunismo e Nixon afirmou que os netos de Khrushchev viveriam em liberdade. Em uma entrevista de 1992, Nixon comentou que na época do debate, ele tinha certeza de que a afirmação de Khrushchev estava errada, mas Nixon não tinha certeza de que sua própria afirmação estava correta. Nixon disse que os eventos provaram que ele estava realmente certo porque os netos de Khrushchev agora viviam em liberdade, referindo-se ao então recente colapso da União Soviética. O filho de Khrushchev, Sergei Khrushchev, era um cidadão estadunidense naturalizado.

### Ex-repúblicas soviéticas
Após setembro de 1991, as 15 repúblicas na União Soviética tornaram-se países independentes (ver mapa abaixo).
| Ex-repúblicas soviéticas | Ex-repúblicas soviéticas | Ex-repúblicas soviéticas | Ex-repúblicas soviéticas | Ex-repúblicas soviéticas       |
|                          | Bandeira                 | República                | Capital                  | Mapa da antiga União Soviética |
| ------------------------ | ------------------------ | ------------------------ | ------------------------ | ------------------------------ |
| 1                        |                          | Armênia                  | Erevã                    | Republics of the Soviet Union  |
| 2                        |                          | Azerbaijão               | Bacu                     | Republics of the Soviet Union  |
| 3                        |                          | Bielorrússia             | Minsque                  | Republics of the Soviet Union  |
| 4                        |                          | Estônia                  | Talim                    | Republics of the Soviet Union  |
| 5                        |                          | Geórgia                  | Tiblíssi                 | Republics of the Soviet Union  |
| 6                        |                          | Cazaquistão              | Astana                   | Republics of the Soviet Union  |
| 7                        |                          | Quirguistão              | Bisqueque                | Republics of the Soviet Union  |
| 8                        |                          | Letônia                  | Riga                     | Republics of the Soviet Union  |
| 9                        |                          | Lituânia                 | Vilnius                  | Republics of the Soviet Union  |
| 10                       |                          | Moldávia                 | Quixinau                 | Republics of the Soviet Union  |
| 11                       |                          | Rússia                   | Moscou                   | Republics of the Soviet Union  |
| 12                       |                          | Tajiquistão              | Duxambé                  | Republics of the Soviet Union  |
| 13                       |                          | Turcomenistão            | Asgabade                 | Republics of the Soviet Union  |
| 14                       |                          | Ucrânia                  | Kiev                     | Republics of the Soviet Union  |
| 15                       |                          | Uzbequistão              | Tasquente                | Republics of the Soviet Union  |